# 우치우라만 지진
우치우라만 지진(일본어: 内浦湾地震 うちうらわんじしん[*])은 2016년 6월 16일 홋카이도 우치우라만에서 일어난 지진이다. 규모는 M5.3. 하코다테시에서 최대 진도6약을 관측했다.

## 진도
진도4 이상을 관측한 지역은 다음과 같다.
| 진도 | 도도부현   | 시정촌              |
| ---- | ---------- | ------------------- |
| 6약  | 홋카이도   | 하코다테시          |
| 4    | 홋카이도   | 나나에정 시카베정   |
| 4    | 아오모리현 | 오마정 가자마우라촌 |